# 艾勒弗魯瓦德山
44°53′06″N 6°21′22″E / 44.88500°N 6.35611°E

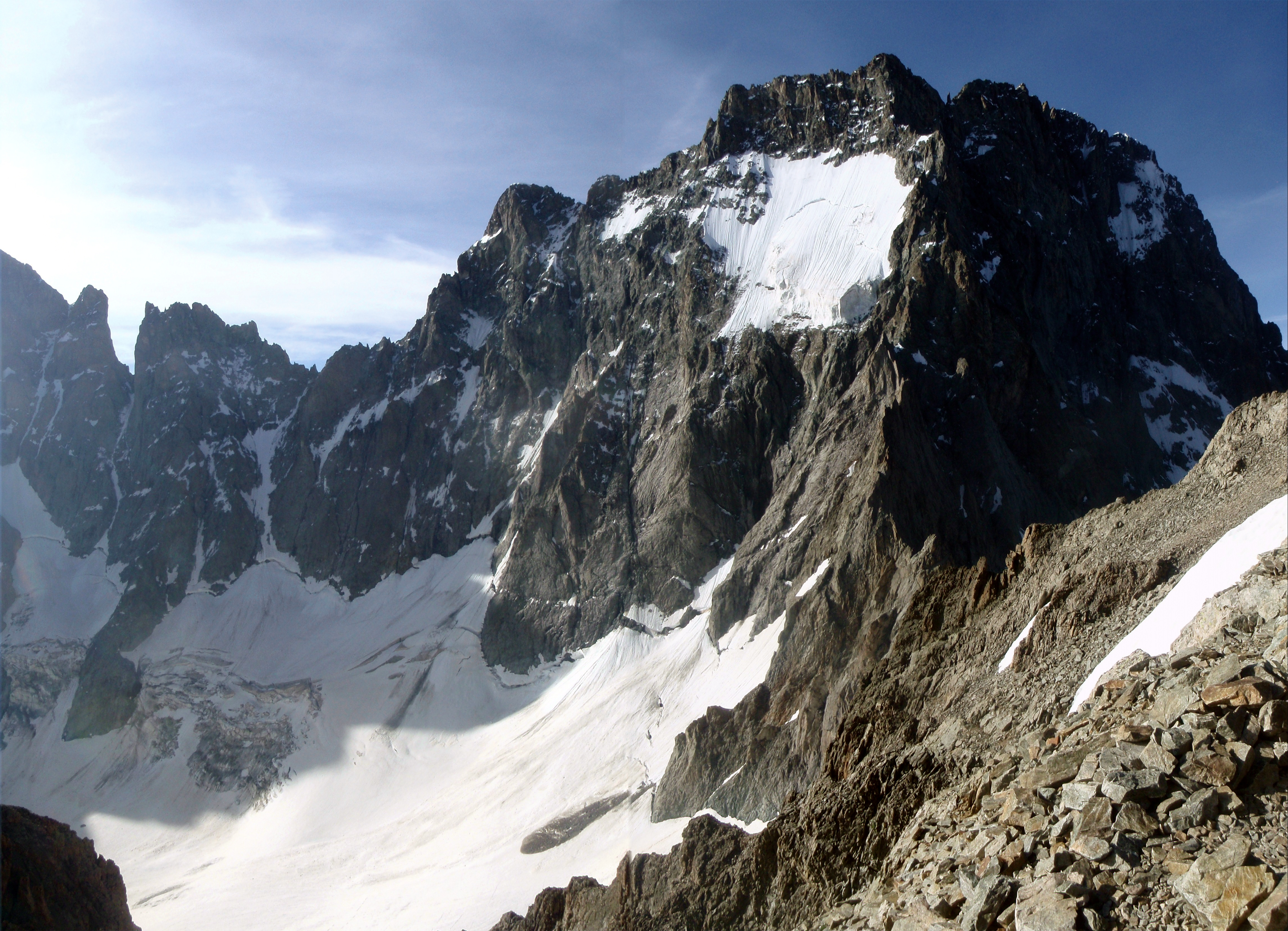

艾勒弗魯瓦德山（法語：L'Ailefroide），是法國的山峰，位於該國東南部，屬於多菲内前阿尔卑斯山脉中埃克蘭山的一部分，海拔高度3,954米，每年平均降雨量1,410毫米，人類在1870年7月7日首次登頂。